# TOCA Race Driver 3
TOCA Race Driver 3 (DTM Race Driver 3 en Alemania, V8 Supercars 3 en Australia, TOCA Race Driver 3 Challenge en la versión de PlayStation Portable y Race Driver: Create & Race en la versión de Nintendo DS) es un videojuego de carreras desarrollado y publicado por Codemasters para Microsoft Windows, PlayStation 2, Xbox, PlayStation Portable y OS X. Es el sexto juego de la serie TOCA. El juego presenta varios campeonatos con licencia completa, incluida la serie DTM y el campeonato V8 Supercar. Este es el último de la serie en tener TOCA en su título, ya que a partir de este TOCA se eliminó a favor de Race Driver. A pesar de incluir el nombre TOCA en su título, el juego no incluía el Campeonato Británico de Turismos. El juego recibió críticas positivas, siendo frecuentemente comparado favorablemente con Gran Turismo 4 y Forza Motorsport, en los aspectos de autos en pista, colisión y daño por desgaste.

## Jugabilidad
TOCA Race Driver 3 incluye 120 campeonatos y 35 tipos de carreras a través del campeonato en World Tour, Pro Career y Free Race. Además, cuenta con Campeonatos Bonus en diferentes disciplinas. Se llevan a cabo principalmente en el Reino Unido y Alemania, aunque se desbloquean muchas más pistas al ganar copas en Pro Career o al establecer un récord de tiempo de vuelta en un curso dentro del modo Pro Career. Se presentaron carreras de monoplaza, GT, Oval, Rally y Off-road y se pueden competir en un modo Pro Career detallado o en un World Tour abierto. El juego presenta muchas competencias de la vida real, incluyendo British GT, DTM, IRL y V8 Supercars, así como una serie Vintage, otra serie GT y Rally. El Formula Williams FW27 es el coche destacado de la serie de Fórmula 1 en el juego. El modo carrera avanza con varias escenas en las que el jefe de equipo del personaje del jugador brinda consejos de conducción y comentarios generales.
Los ajustes para las carreras son en gran medida personalizables. Los jugadores pueden ajustar el número de vueltas y el nivel de dificultad. También se pueden activar o desactivar las reglas de carrera, como el sentido contrario, los cortes de esquina y las sanciones por conducción negligente, y banderas de carrera. Los jugadores pueden optar por clasificarse para las carreras, lo que les permite asegurar una posición en la parrilla de salida en lugar de ser colocados en la parte de atrás.
El juego en línea permite 12 y 8 jugadores en PlayStation 2 y Xbox, respectivamente. Es el único simulador de carreras para PlayStation 2 con un modo de carreras en línea. Para la PC, hasta 12 jugadores pueden competir juntos con el servidor GameSpy incorporado o usando una LAN. Cuando GameSpy cerró en 2014, el modo multijugador en línea se hizo posible utilizando Free Tunngle Network, pero se cerró en abril de 2018 debido a los requisitos pendientes del nuevo Reglamento general de protección de datos europeo.
El juego admite el uso de un volante de carreras. Para las consolas PlayStation 2 y Microsoft Windows, los jugadores pueden utilizar volantes como el Logitech Driving Force GT y el Driving Force Pro. También se admiten otras ruedas, como Mad Catz MC2, que admite varias plataformas.

## Desarrollo, marketing y lanzamiento
TOCA Race Driver 3 se presentó el 26 de mayo de 2005 bajo el título TOCA Race Driver 2006. El nombre Race Driver 2006 se usó más tarde para un juego de PlayStation Portable Race Driver. En diciembre de 2005 se lanzó una demostración para un jugador. Fue lanzado en febrero de 2006 para Windows, PlayStation 2 y Xbox. En febrero de 2007 se lanzó una versión para PlayStation Portable titulada TOCA Race Driver 3 Challenge. El 24 de octubre de 2008 se lanzó un port para Mac OS X. El juego fue parte de la alineación inicial de GOG.com.
Se mejoró el modelo de daños de TOCA Race Driver 2. Codemasters agregó elementos de daño adicionales para el motor, la suspensión, el eje y la dirección. También se ha mejorado el modelado de neumáticos. Los neumáticos se ven afectados por el frío o el calor y se desgastan con el tiempo. Los desarrolladores querían mejorar la experiencia de carreras para un jugador. Johnathan Davis, diseñador de Race Driver 3, sintió que en demasiados juegos "empiezas en la parrilla y te quedas atrás o superas a la IA y sigues ganando. Realmente queríamos que la gente luchara todo el tiempo". Codemasters entrevistó a pilotos de carreras reales para saber qué desafíos enfrentarían en la pista, como calcular las distancias de frenado. Luego se implementaron en la IA del juego. Es compatible con las luces de juego amBX de Introversion Software.

## Recepción
El juego recibió "críticas generalmente favorables" en todas las plataformas según el agregador de reseñas Metacritic de videojuegos, con puntajes que van desde 76/100 para las versiones de PlayStation Portable hasta 84/100 para las versiones de Microsoft Windows y Xbox. En Japón, donde la versión de PS2 obtuvo un port el 24 de enero de 2008, Famitsu le dio una puntuación de los cuatro sietes para un total de 28 de 40. Fue el segundo título con mayor recaudación en el Reino Unido en febrero de 2006 y el sexto con mayor recaudación el mes siguiente.